# Sanctify Yourself
Sancitfy Yourself is een nummer van de Schotse new-wave band Simple Minds. Het is de tweede single van hun zevende studioalbum Once Upon a Time uit oktober 1985. Op 20 januari 1986 werd het nummer wereldwijd op vinylsingle uitgebracht. In 1990 werd het nummer zowel op cd-single als casette-single uitgebracht.

## Achtergrond
De plaat werd een grote hit in thuisland het Verenigd Koninkrijk, Ierland, Nieuw-Zeeland, Zweden, de Verenigde Staten, Canada en het Nederlandse taalgebied. In thuisland het Verenigd Koninkrijk behaalde "Sanctify Yourself" de 10e positie in de UK Singles Chart. In Ierland werd de 4e positie bereikt, Nieuw-Zeeland de 22e, Zweden de 16e, Canada de 17e en Duitsland de 38e positie.
In Nederland was de plaat op vrijdag 24 januari 1986 Veronica Alarmschijf op Radio 3 en werd een grote hit in de destijds twee landelijke hitlijsten op de nationale publieke popzender. De plaat bereikte de 11e positie in de Nederlandse Top 40 en piekte op de 3e positie in de Nationale Hitparade. In de Europese hitlijst op Radio 3, de TROS Europarade, bereikte de plaat de 16e positie.
In België wist de plaat de 5e positie te behalen in de Vlaamse Radio 2 Top 30 en de 6e positie in de voorloper van de Vlaamse Ultratop 50. In Wallonië werd géén notering behaald.